# Lenguas chinantecas
El término chinanteco se refiere a un grupo de 14 lenguas indígenas de México habladas por un total de 133,438 personas que, en su mayoría, habitan en el estado de Oaxaca. Lingüísticamente, estas lenguas pertenecen a la rama oto-pame-chinantecana dentro de las lenguas otomangueanas.
El número de lenguas es en cierto modo convencional, ya que no existe un criterio unívoco para clasificar dos variantes como dialectos de la misma macrolengua o como lenguas diferentes. Si se considera el criterio de la inteligibilidad mutua del 80 por ciento como límite para considerar que dos variantes son "lenguas" diferentes, pueden diferenciarse 14 "lenguas" en continuo dialectal chinanteca.

## Descripción lingüística

### Fonología
Todas las variantes del chinanteco son lenguas tonales. El número de tonos difiere de una variedad a otra. Así, el Chinanteco de Usila posee cinco tonos, mientras que el Chinanteco de Sochiapam tiene siete tonos. Además las variantes del chinanteco poseen formas de fonación supraglotal que dan lugar a sílabas balísticas.
El inventario fonológico difiere de una variedad a otra, aunque el inventario original del proto-chinanteco se ha reconstruido como:
|             | Bilabial | Bilabial | Dental | Dental | Palatal | Palatal | Velar | Velar | Labio- velar | Labio- velar | Glotal | Glotal |
| ----------- | -------- | -------- | ------ | ------ | ------- | ------- | ----- | ----- | ------------ | ------------ | ------ | ------ |
| Nasal       | *m       | *m       | *n     | *n     |         |         | *ŋ    | *ŋ    |              |              |        |        |
| Oclusiva    | *p       | *b       | *t     | *d     |         |         | *k    | *g    | *kʷ          | *gʷ          | *ʔ     | *ʔ     |
| Africada    |          |          | *ʣ     | *ʣ     |         |         |       |       |              |              |        |        |
| Fricativa   |          |          | *s     | *s     |         |         |       |       |              |              | *h     | *h     |
| Líquida     |          |          | *l, *r | *l, *r |         |         |       |       |              |              |        |        |
| Aproximante |          |          |        |        | *j      | *j      |       |       | *w           | *w           |        |        |

Algunas variantes, entre ellas las de Lealao, han desarrollado consonantes postalveolares /*ʧ, *ʤ, *ɲ, *ʃ/ a partir de /*k, *g, *n, *s/ por un proceso fonológico de palatalización.
La combinación de aspectos tonales y fonación da lugar a un número elevado de diferencias en la palabra monosilábica. De tal forma, en el Chinanteco de Sochiapan se pueden encontrar hasta 14 combinaciones para la secuencia /ta/:
| ta¹ '¿llegaremos?'              | tá¹ 'completo (adjetivo)'               |
| ta² 'llegamos (habitualmente)'  | tá² 'recientemente'                     |
| ta³ 'pie'                       | tá³ 'tejido (sustantivo)'               |
| ta¹³ 'peleemos'                 | tá¹³ 'cortaré (a golpes)'               |
| ta²³ 'peleamos (habitualmente)' | tá²³ 'corto (a golpes) (habitualmente)’ |
| ta²¹ 'trabajo (sustantivo)'     | tá²¹ '¿tejerá?'                         |
| ta³² 'escalera'                 | tá³² 'tejerá'                           |

### Gramática
Desde el punto de vista tipológico el chinanteco es una lengua con orden básico VSO. En algunos casos en cierto tipo de cláusulas algunas variantes como el chinanteco de Sochiapan puede presentar orden VOS, aunque con referencia cruzada inversa. Además presentan un alineamiento morfosintáctico de tipo ergativo.
En cuanto a la morfología flexiva y derivacional, el chinanteco usa exclusivamente prefijos, rasgo común a otras lenguas otomangueanas donde los sufijos o bien no existen o bien son muy escasos. Además en la flexión verbal se emplea también el tono, por lo que la misma raíz con diferentes tonos y modos de fonación sirven para expresar la persona gramatical y a veces el tiempo gramatical (presente y futuro). El aspecto verbal y el pasado se suelen indicar mediante prefijos, y de la misma manera la voz gramatical. Al igual que en otras lenguas ergativas el chinanteco posee voz antipasiva y posee además una voz pasiva propiamente dicha.
En vez de un sistema de honoríficos, hay un sistema de "deshonoríficos": Una colección variada de pronombres de primera y segunda persona le permiten al hablante expresar su actitud hacia sí mismo y hacia el oyente. También hay un pronombre de "cuarta persona" que permite mantener la referencia acertada cuando hay dos participantes de tercera persona en el discurso.

### Comparación léxica
Los numerales siguientes muestran algunos cambios fonéticos entre las lenguas chinantecas y la divergencia entre las mismas:
| GLOSA    | Chinanteco Meridional | Chinanteco Meridional | Chinanteco Meridional | Chinanteco Septentrional | PROTO- CHINANTECO |
| GLOSA    | Comaltepec            | Lealao                | Lalana                | Sochiapan                | PROTO- CHINANTECO |
| -------- | --------------------- | --------------------- | --------------------- | ------------------------ | ----------------- |
| 'uno'    | kõː1                  | kãː³                  | kõː³⁴                 | kɐ̃ ́ũ²                    | *kãːᴸ             |
| 'dos'    | tṹ³                   | tṹ⁴                   | tũ̆²⁴                  | tũ³                      | *tṹᴴᴸ             |
| 'tres'   | ʔnɨ²³                 | nɨ̃³                   | ʔnɘ̃̆͡ɪ̃̆³⁴                | ʔnɯ̃³²                    | *ʔnɨᴸᴴ            |
| 'cuatro' | kʸṏ́³                  | ʧṹ³                   | kʸỹ³                  | kʸũ ́³                    | *kiṹᴸ             |
| 'cinco'  | ʔnʸǽ²                 | ŋʸɐ̃ ́³                 | ʔŋʸæ̝̃³                 | ʔŋʸɐ̃ ́³                   | *ʔŋiáᴸ            |
| 'seis'   | ŋŋǿː³                 | hŋʸũ ́ː³               | hŋʸỹː²³               | hŋʸɛ̃ ́ɪ̃³                  | *hŋiúːᴸ           |
| 'siete'  | gʸé³                  | ʤʸɐ́ː⁴                 | ɡʸæ̝²                  | kʸɐʊ³                    | *giáːᴴᴸ           |
| 'ocho'   | ŋŋʸǽ²                 | hŋʸɐ̃́ː⁴                | hŋʸæ̝̃̆²⁴                | hŋʸɐ̃³                    | *hŋia?            |
| 'nueve'  | ŋʸǿ³                  | ŋʸʊ̃⁴                  | ŋʸỹ̆²⁴                 | ŋʸũ³                     | *ŋiúᴴᴸ            |
| 'diez'   | gí³                   | ʤʸɐ́⁴                  | ɡʸæ̝̆²⁴                 | kʸɐ³                     | *giáᴴᴸ            |

En el cuadro anterior las palatalizadas [*kʸ, *gʸ, *ŋʸ] serían el resultado probable de /*kj, *gj, *ŋj/

## Aspectos históricos, sociales y culturales

### Variantes
Existen dos grandes subgrupos de variantes, el subgrupo septentrional que es más innovador fonológicamente y el subgrupo meridional que fonológicamente es más conservador. Las diversas variantes pueden agruparse de acuerdo a mediciones de inteligibilidad mutua aproximada. Considerando que todas las comunidades con un 80 % o más de inteligibilidad mutua pueden considerarse como esencialmente pertenecientes a la misma variante, es posible distinguir siete variedades lingüísticas septentrionales y siete meridionales:
|                          | Variante                                                  | Código ISO | Área                                                                  | Número de hablantes |
| ------------------------ | --------------------------------------------------------- | ---------- | --------------------------------------------------------------------- | ------------------- |
| Chinanteco meridional    | Chinanteco de Comaltepec                                  | cco        | Comaltepec, Norte de Oaxaca                                           | 2000 (1990, censo). |
| Chinanteco meridional    | Chinanteco de Lalana                                      | cnl        | 25 pueblos en la frontera entre Oaxaca y Veracruz                     | 10 500 (1990 SIL).  |
| Chinanteco meridional    | Chinanteco de Lealao                                      | cle        | Noreste de Oaxaca, San Juan Lealao, Latani, Tres Arroyos y La Hondura | 2000                |
| Chinanteco meridional    | Chinanteco de Quiotepec (Chinanteco de las tierras altas) | chq        | Quiotepec y pueblos de alrededor, Oaxaca                              | 8000                |
| Chinanteco meridional    | Chinanteco de Ozumacín                                    | chz        | San Pedro Ozumacín y pueblos de alrededor, Oaxaca                     | 5000                |
| Chinanteco meridional    | Chinanteco de Palantla                                    | cpa        | San Juan Palantla y pueblos de alrededor, Oaxaca                      | 12 000              |
| Chinanteco meridional    | Chinanteco de Valle Nacional                              | cvn        | Yetla, Norte de Oaxaca                                                | 1000                |
| Chinanteco septentrional | Chinanteco de Chiltepec                                   | csa        | San José Chiltepec Oaxaca                                             | 4000                |
| Chinanteco septentrional | Chinanteco de Ojitlán                                     | chj        | Norte de Oaxaca y Veracruz municipios de Minatitlán y Hidalgotitlan   | 22 000              |
| Chinanteco septentrional | Chinanteco de Sochiapan                                   | cso        | Norte de Oaxaca                                                       | 5800                |
| Chinanteco septentrional | Chinanteco de Tepetotutla                                 | cnt        | Norte de Oaxaca                                                       | 2000                |
| Chinanteco septentrional | Chinanteco de Tepinapa - Tlatepusco                       | cte        | Norte de Oaxaca, Distrito de Choapán                                  | 8000                |
| Chinanteco septentrional | Chinanteco de Tlacoatzintepec                             | ctl        | Norte de Oaxaca                                                       | 2000                |
| Chinanteco septentrional | Chinanteco de Usila                                       | cuc        | Oaxaca y un pueblo en Veracruz                                        | 9000                |

- Ejemplo de chinanteca escrita de la Biblioteca Cervantina
- Ejemplo de chinanteca escrita de la Biblioteca Cervantina